# إبراهيم باشا (والي بغداد)
إبراهيم باشا سياسي عثماني نُصِّب والياً على بغداد خلفاً للوالي كوجك موسى باشا للفترة من (16 شعبان لسنة 1056ه‍، إلى غرة ذي القعدة لسنة 1057ه‍) الموافق (1646-1647 م)، وبعد مقتله خلفه الوالي سميز موسى باشا. وجاء في تاريخ محاسن بغداد انه في سنة (1056 ه‍/1647 م)، أصبح أرسلان باشا والياً على بغداد. ولكن الأحداث التاريخية تشير إلى أن أرسلان باشا تولى بغداد في 21 ذي القعدة سنة 1059 ه‍، وتوفى فيها منتصف سنة 1060 ه‍.

## الوزير إبراهيم باشا
كان حسن المنظر، جميل الهندام، ولما ولي بغداد مال إلى الكبرياء مغتراً بشبابه. ولم تكن لديه الكثير من الخبرة السياسية والعسكرية ولا خبرة لإدارة الرعية، فمضت اغلب أيام حكمه بالفتن والإضطرابات. ويعود كل ذلك إلى سوء الإدارة.
وإبراهيم باشا كان قد عمل خازناً للوزير الأعظم صالح باشا ومن رجاله فعينه لولاية بغداد. ولما قُتل صالح باشا عّينت الدولة أخاه مرتضى باشا لمنصب بغداد، وفي طريقه إليها ارسلت الدولة مراد آغا الخاصكي لقتله فلاقاه في تكريت فقطع عليه طريقه وأخبره ببشرى ترفيعه إلى القبودانية فرجع إلى دار السلطنة فوصل إلى ديار بكر، وهناك قُتل (مرتصى باشا).
فلما سمع والي بغداد إبراهيم باشا بذلك إرتاب من سعاية أعدائه وغدرهم به، نظراً لعلاقته إلى الوزير الأعظم المقتول إذ كان سيده فخاف ان يلحق به ما أصاب سيده.

## فتنة واضطرابات
جاء في تاريخ الغرابي ما نصه: في سنة 1056 ه‍، وقعت فتنة عظيمة في بغداد. وذلك انه كان فيها من الجند طائفتان يقال لهم (الينگچرية)، وهم (طائفة) كانت وظائفهم تأتي من طرف السلطنة، وهم ليسوا مربوطين ببغداد بل تذهب منهم جماعة ويأتي مكانها غيرها. والطائفة الأخرى من الجند (جند بغداد) كانت تعطي وظائفهم من حاصل بغداد، وهم لا يتغيرون، فأتفق أنه كان في السنة المزبورة إبراهيم باشا والياً على بغداد، فعُزل عنها، ووليها سميز موسى باشا (سمين موسى باشا)، ولما ان جاء متسلمه قالت الطائفة التي وظائفها من محصول بغداد نحن راضون عن والينا إبراهيم باشا لا نريد غيره، ونريد أن يخرج من هذه البلدة آلتنجي أحمد آغا الذي هو أحد رؤساء الينكجرية فتحزبوا واجتمعوا، فأرسل الباشا يستفسر عن تحزبهم فذهب إليه أحمد آغا فسأله عن السبب فقال له: تقول طائفة الينكجرية أن الباشا يريد أن يستبد بهذا القطر ويخرج عن طاعة السلطان، فقال له ليس مرادي ما تقول. وإنما الجند يريدون أن أبقى هنا واليا وأنا لا أرضى بالبقاء فضلاً عن العصيان، فقال له أحمد آغا: يا مولانا الوزير إن كنت صادقاً فيما تقول فقم وإركب وإذهب إلى القلعة وإجلس بها ساعة، ثم إرجع إلى مكانك حتى يصدق هذا الجم الغفير ما في ضميرك. وحلف له ايماناً مؤكدة بأنه ما يصيبه ضرر ولا وصب. فقام الوزير الغافل وذهب إلى القلعة فلما جلس وإستقر ساعة أراد الذهاب فقال له أحمد آغا أنت محبوس. وليس لك خلاص من هذا المكان حتى يأتي الأذن من طرف السلطان، فلما آل الأمر إلى هذا تحزبت الينكجرية في الميدان. وجند بغداد إجتمعوا في حضرة الشيخ عبد القادر الجيلي قدس سره، وأرادوا تخليص إبراهيم باشا فلم يمكنهم، وبقي كل منهم يرتقب الفرصة، وداموا على هذا الحال نحو شهرين.

## مقتله
فأتى من طرف السلطنة أمر بان يقتل إبراهيم باشا، ويكون موسى باشا والياً على بغداد، فأتى موسى باشا بالأمر ودخل بالسفينة ليلاً، فلما أصبح الصباح قتل إبراهيم باشا. ولما رأوا جند بغداد ان إبراهيم باشا قتل طلبوا الخروج والذهاب، ففتح لهم الباب، فخرجوا وفروا إلى جهة العجم وقَتل موسى باشا بقاياهم. وكانت هذه الوقعة سنة 1057 ه‍. وأصبح سميز موسى باشا والياً على بغداد.